# Ескараев, Ажихан
Ажихан Ескараев (каз. Әжіхан Есқараев; 15 июня 1937 год, Чардара, Кировский район, Чимкентская область, Казахская ССР, СССР) — звеньевой колхоза имени XX съезда КПСС, Герой Социалистического Труда (1965). Депутат Верховного Совета СССР 8 созыва.

## Биография
Родился 15 июня 1937 года в селе Чардара Кировского района Чимкентской области, Казахская ССР. После окончания средней школы окончил курсы трактористов. С 1952 года работал трактористом на Кзылкумской МТС Кировского района. С 1956 года работал трактористом совхоза имени XX съезда КПСС Кировского района Чимкентской области, который в том же году на несколько лет был передан в Сырдарьинскую область Узбекской ССР. В 1964 году вступил в КПСС. В 1967 году был назначен звеньевым хлопководческого звена.
В 1964 году собрал по 50 центнеров хлопка-сырца с каждого гектара. Указом Президиума Верховного Совета СССР от 1 марта 1965 года удостоен звания Героя Социалистического Труда с вручением ордена Ленина и золотой медали «Серп и Молот».
В 1970 году был избран депутатом Верховного Совета СССР.